# Nancawa
Nancawa is een bestuurslaag in het regentschap Simeulue van de provincie Atjeh, Indonesië. Nancawa telt 275 inwoners (volkstelling 2010).